# Kanton Perros-Guirec
Der Kanton Perros-Guirec (bretonisch Kanton Perroz-Gireg) ist seit 1790 ein Kanton im Arrondissement Lannion im französischen Département Côtes-d’Armor in der Bretagne. Sein Hauptort ist Perros-Guirec.

## Geschichte
Der Kanton entstand am 15. Februar 1790. Seit 1801 gehören neun Gemeinden zum Kanton Perros-Guirec. Bei der Neuordnung der Kantone in Frankreich im Jahr 2015 gab es keine Veränderungen.

## Lage
Der Kanton liegt im Nordwesten des Départements Côtes-d’Armor.

## Gemeinden
Der Kanton besteht aus neun Gemeinden mit insgesamt 25.710 Einwohnern (Stand: 1. Januar 2022) auf einer Gesamtfläche von 102,38 km²:
| Gemeinde             | Bretonisch     | Einwohner | Fläche in km² | Code postal | Code Insee |
| -------------------- | -------------- | --------- | ------------- | ----------- | ---------- |
| Kermaria-Sulard      | Kervaria-Sular | 1.106     | 9,02          | 22450       | 22090      |
| Louannec             | Louaneg        | 3.053     | 13,91         | 22700       | 22134      |
| Perros-Guirec        | Perroz-Gireg   | 7.260     | 14,16         | 22700       | 22168      |
| Pleumeur-Bodou       | Pleuveur-Bodoù | 3.828     | 26,71         | 22560       | 22198      |
| Saint-Quay-Perros    | Sant-Ke-Perroz | 1.289     | 4,72          | 22700       | 22324      |
| Trébeurden           | Trebeurden     | 3.821     | 13,40         | 22560       | 22343      |
| Trégastel            | Tregastell     | 2.532     | 7,00          | 22730       | 22353      |
| Trélévern            | Trelêvern      | 1.240     | 6,94          | 22660       | 22363      |
| Trévou-Tréguignec    | An Trevoù      | 1.581     | 6,52          | 22660       | 22379      |
| Kanton Perros-Guirec | Perroz-Gireg   | 25.710    | 102,38        | -           | 2212       |

### Bevölkerungsentwicklung des Kantons
| 1962   | 1968   | 1975   | 1982   | 1990   | 1999   | 2006   | 2012   |
| ------ | ------ | ------ | ------ | ------ | ------ | ------ | ------ |
| 16.790 | 17.965 | 20.819 | 22.634 | 23.151 | 24.098 | 25.414 | 25.680 |

## Politik
Im 1. Wahlgang am 22. März 2015 erreichte keines der vier Wahlpaare die absolute Mehrheit. Bei der Stichwahl am 29. März 2015 gewann das Gespann Erven Léon/Nicole Michel (beide Divers droite) gegen Sylvie Bourbigot/Michel Peroche (beide Union de la Gauche) mit einem Stimmenanteil von 51,70 % (Wahlbeteiligung:53,66 %).
| Vertreter im conseil général des Départements | Vertreter im conseil général des Départements | Vertreter im conseil général des Départements |
| Amtszeit                                      | Name                                          | Partei                                        |
| --------------------------------------------- | --------------------------------------------- | --------------------------------------------- |
| 1979–1985                                     | Pierre Berre                                  | PS                                            |
| 1985–1998                                     | Léon Le Merdy                                 | UDF                                           |
| 1998–2011                                     | Pierrick Perrin                               | PS                                            |
| 2011–2015                                     | Sylvie Bourbigot                              | EELV                                          |
| 2015–                                         | Erven Léon Nicole Michel                      | DVD                                           |